# Pumhart von Steyr

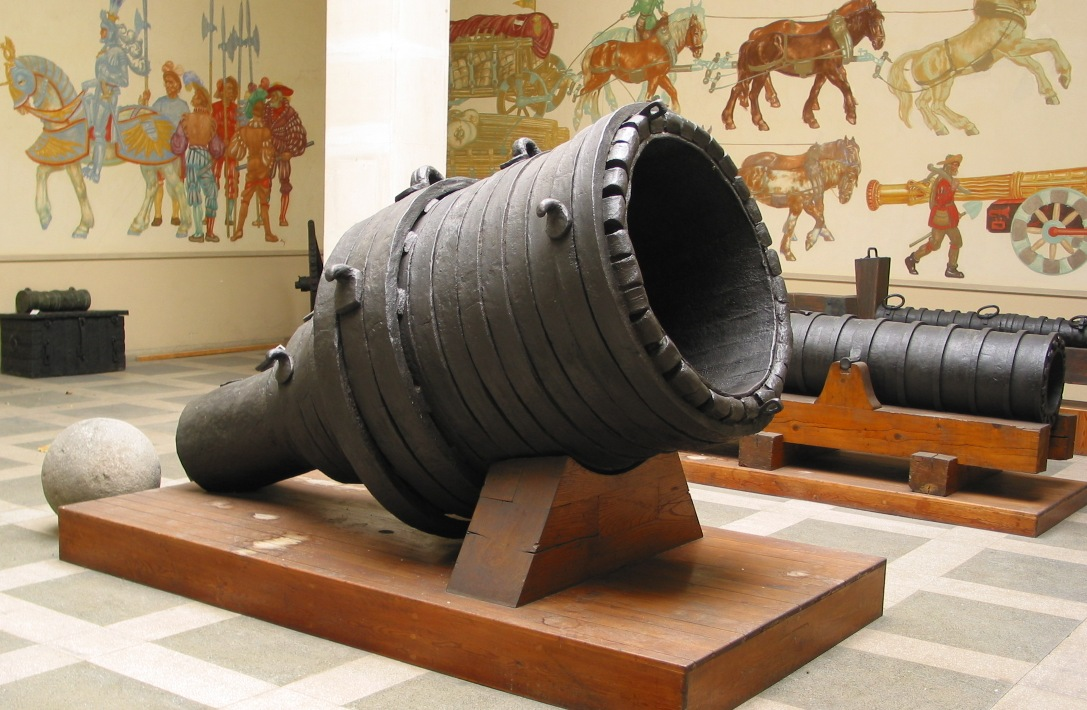
Pumhart von Steyr

Der Pumhart von Steyr ist ein mittelalterliches Riesengeschütz aus der Steiermark in Österreich und die größte bekannte schmiedeeiserne Bombarde gemessen am Kaliber.

## Geschichte
Die Steinbüchse wurde im frühen 15. Jahrhundert in Stabringtechnik angefertigt und zählt zu den ältesten Geschützen der Welt. Sie konnte nach heutigen Berechnungen eine 619 kg schwere Steinkugel bei einer Pulverladung von 15 kg und einer Erhöhung von 10° ca. 600 m weit schießen. Sie ist heute in einer der Artilleriehallen des Heeresgeschichtlichen Museums in Wien ausgestellt und nur von März bis Oktober für die Öffentlichkeit zugänglich.
Die Steinbüchse ist das älteste erhaltene Geschütz aus den Beständen des Kaiserlichen Zeughauses in Wien. Nach der Zeughausüberlieferung wurde es Kaiser Friedrich III. 1452 geschenkt. Der Pumhart von Steyr gehört zu einer Reihe von Riesengeschützen, die im 15. Jahrhundert im Belagerungskrieg eingesetzt wurden, wozu auch die Stabringgeschütze Mons Meg und Dulle Griet von Gent sowie die im Bronzeguss hergestellten Faule Mette von Braunschweig, Faule Grete von Marienburg und Grose Bochse zu zählen sind.

## Technische Beschreibung
- Geschütztyp: Bombarde
- Geschützklasse: Riesengeschütze (Steinbüchsen)
- Bauart: schmiedeeisernes Stabringgeschütz[4]
- Gesamtlänge: 259 cm[4]
- Seelenlänge der Kammer: 115 cm[4]
- Seelenweite der Kammer: 18 cm[4]
- Seelenlänge des Fluges: 128 cm[4]
- Seelenweite des Fluges: 76 cm am Flugende, 80 cm 38 cm vor Flugende (Sitz des Kugelmittelpunktes), 88 cm an der  Mündung[4]
- Spiel zwischen Rohrwand und Kugel: ca. 2 cm
- Rohrgewicht: 7100 kg[1] bzw. ca. 8000 kg[4]
- Kugeldurchmesser: etwa 76 cm[4]
- Kugelgewicht: 612 kg bei Steindichte 2,66 oder 1200 Nürnberger Pfund[5]
- Innenvolumen Pulverkammer:28,5 Liter[4]
- Ladung: etwa 25 kg gekörntes Schwarzpulver[4]